# 郁文館中学校・高等学校
郁文館中学校・高等学校（いくぶんかんちゅうがっこう・こうとうがっこう）は、東京都文京区向丘に所在し、中高一貫教育を提供する私立中学校・高等学校。
高等学校において、中学校から入学した内部進学の生徒と高等学校から入学した外部進学の生徒との間で、第1学年から混合してクラスを編成する併設混合型中高一貫校。ワタミ創業者の渡邉美樹が理事長兼校長を務めている。

## 概要
1889年11月13日開校。前身は旧制私立郁文館学校。
夏目漱石の小説『吾輩は猫である』に登場する「落雲館中学校」は、当時漱石の家の裏にあったこの郁文館がモデルだと言われている。
姉妹校（同一敷地内）に私立郁文館商業学校を前身とする郁文館グローバル高等学校が所在する。

## 沿革
- 1889年（明治22年）11月13日 - 東京府東京市本郷区駒込蓬莱町28番地に設立、私立郁文館と称する。初代校長は棚橋一郎で、井上円了が創設した哲学館（東洋大学の前身）の館主代理をしており、哲学館と敷地を同じくしていた。
- 1892年（明治25年）12月 - 尋常中学校の認可を受け、私立尋常中学郁文館と改称。
- 1896年（明治29年）12月 - 火災により校舎全焼。
- 1897年（明治30年）7月 - 哲学館が小石川区原町（現在の文京区白山）に移転。
- 1899年（明治32年）4月 - 私立中学郁文館と改称。
- 1913年（大正2年）12月 - 私立郁文館中学校と改称。
- 1919年（大正8年）9月 - 郁文館中学校および郁文館商業学校開校（郁文館グローバル高等学校の前身）と共に改称し、創立以来の私立の文字は使わず。
- 1931年（昭和6年）1月 - 校歌を制定。
- 1936年（昭和11年）3月 - 鉄筋コンクリートの校舎落成。
- 1947年（昭和22年）4月 - 新学制により郁文館学園中等部と郁文館学園高等学校とに分離改称。
- 1951年（昭和26年）1月 - 学校教育法改正により、新制の中学校・高等学校へ改組。
- 1956年（昭和31年）11月 - 南館落成。
- 1958年（昭和33年）11月 - 東館落成。
- 1964年（昭和39年）11月 - 奈良原山荘落成。
- 1980年（昭和55年）7月 - 第1回海外研修実施（カリフォルニア大学バークレー校）。
- 1992年（平成4年）10月22日 - 奈良原研修センター完成、1995年までホテルとしても使われた[3]。
- 2006年（平成18年）4月 - 法人名が「郁文館夢学園」となる。郁文館国際高等学校が郁文館グローバル高等学校と改称。生徒が運営する校内放送機関として「IBS」が創設される。
- 2008年（平成20年）9月 - 新校舎で授業開始（2学期開始）
- 2010年（平成22年）4月 - 新校舎完成。共学校となる。

## 交通
出典 : 
電車
| 路線名             | 最寄り駅 | 出口 | 徒歩所要時間 |
| ------------------ | -------- | ---- | ------------ |
| 東京メトロ南北線   | 東大前駅 | 2番  | 5分          |
| 東京メトロ千代田線 | 根津駅   | 1番  | 10分         |
| 東京メトロ千代田線 | 千駄木駅 | 1番  | 10分         |
| 都営三田線         | 白山駅   | A2   | 10分         |

バス
- 都営バス東43・茶51 向丘一丁目停留所が近い。

## 文化祭
- 郁秋祭と呼称。主に9月下旬に開催。
- 部活動のひとつであるTEAM DRAW DREAMS、通称TEAM DD（チームディーディー）によって企画・運営・撮影・放映されている。
- 毎年、郁文通りと呼ばれる校門から続く道には、TEAM DDによって作られた長いカーペットと、郁文生の中で最も夢に向かって努力した者に贈られる賞 “Most Valuable Dreamer”（略してMVD）を受賞した歴代生徒の似顔絵によって出迎えられる。
- 地下体育館では、中学校音楽祭、STEP KING BATTLE（ダンスバトル）、ガチ☆スター天国（バンドバトル）、各部活動パフォーマンス（書道部、ダンス部、チアリーディング部）が行われる。

## 姉妹校
- 郁文館グローバル高等学校 - 同一敷地内。

バングラデシュに、姉妹校ナラヤンクル ドリーム モデル スクール アンド カレッジを創立

## 指導方針
問題を起こした生徒に対して、その度合い、回数に応じて、1〜200枚の反省文を書かせることを要求している。度合い、回数にもよるが、反省文を書き終えるまでは授業に出席することができない指導方針を取っている。

## 著名な出身者
- 阿以田治修（洋画家）
- 石原純（物理学者）
- 今西龍（東洋史学者）
- 潮惠之助（内務次官、内務大臣、文部大臣）
- 榎本ゆいな（モデル、タレント）
- 大久保雅史（プロボクサー、第38代東洋太平洋フライ級王者。日比谷高校定時制へ転校）
- 押川清（明治時代の早大野球部選手、野球殿堂 / 郁文館時代は早大野球部初代主将となる大橋武太郎捕手とバッテリーを組んでいた。押川自身は同大学3代主将。）
- 河合栄治郎（東大自由主義知識人。府立三中へ転校）
- 河端伸一郎（インタースペース創業者・社長）
- 栗田貫一（お笑いタレント）
- Keita★No.1（AV監督、SODクリエイト所属）
- 坂本あきら（俳優）
- 柴田常恵（考古学者）
- 関口メンディー（ダンサー、GENERATIONS、EXILEの元メンバー）
- 杉浦茂（漫画家）
- 副島千八（農林大臣、商工省商務局長。佐賀中学から転校）
- 土山剛弘（日本野球機構審判員）
- Vaundy（シンガーソングライター、ミュージシャン）
- 萩原利久[6]（俳優）
- 藤井實（外交官）
- 松岡映丘（日本画家）
- 宮城長五郎（司法大臣、長崎・札幌控訴院検事長 / 当時の塩野季彦閥として司法相就任）
- 物集高量（国文学者）
- 泉二新熊（大審院長、検事総長。法学者）
- 柳田國男（民俗学者。共立学校から転校）
- 山崎怜奈[7]（タレント、ラジオパーソナリティ。乃木坂46の元メンバー）
- ロイ・ジェームス（タレント、俳優。郁文館工業学校卒）

## 著名な教職員・関係者
- 田中幸雄（高校硬式野球部元監督）